# Rudolf Hemmerle
Rudolf Hemmerle (* 3. Oktober 1919 in Sebastiansberg, Nordböhmen; † 8. Mai 2013 in Vaterstetten, Oberbayern) war ein deutscher Schriftsteller, Redakteur und Bibliothekar. Er veröffentlichte vor allem zur Geschichte und Kultur Böhmens und Mährens und deren früherer deutschsprachiger Bevölkerung, den Sudetendeutschen. Ab 1963 gab er die zweimonatlich erscheinende Zeitschrift Prager Nachrichten heraus, ab 1970 leitete er die Bibliothek  Münchner Haus des Deutschen Ostens, ab 1983 war er verantwortlicher Redakteur der Mitteilungen des Sudetendeutschen Archivs.

## Herkunft und Jugend
Hemmerle wurde am 3. Oktober 1919 in Sebastiansberg auf der böhmischen Seite des Erzgebirges als zweiter Sohn des Betriebsleiters des Torfwerkes, Josef Hemmerle geboren, welches dessen Vater aufgebaut hatte. Rudolf Hemmerles älterer Bruder ist der Historiker Josef Hemmerle. Der mehrheitlich deutschsprachige Nordrand Böhmens gehörte nach dem Ersten Weltkrieg und dem Vertrag von Saint-Germain 1919 zur Tschechoslowakei, in der die deutsche Volksgruppe (die „Sudetendeutschen“) die größte ethnische Minderheit bildete. 
Als Internatsschüler besuchte Hemmerle das von Jesuiten geleitete humanistische Gymnasium in Mariaschein und legte dort 1938 die Matura ab. Nach der Annexion des Sudetenlandes durch NS-Deutschland infolge des Münchner Abkommens im selben Jahr wurde er zur deutschen Wehrmacht eingezogen. Ein Hochschulstudium blieb ihm zunächst, wie vielen anderen seines Jahrgangs, verwehrt. 

## Lebenslauf nach 1945
Im Herbst 1946 wurde Rudolf Hemmerle schwer kriegsbeschädigt aus der französischen Kriegsgefangenschaft entlassen, allerdings nicht in seine Heimat, sondern als Heimatvertriebener nach Bayern. Er nahm das Studium der Germanistik und Philosophie in Dillingen und München auf, musste aber, um seinen Lebensunterhalt zu bestreiten, Arbeit bei dem Münchner Verlag Christ unterwegs suchen. Dort lernte er seine spätere Ehefrau Marie, geborene Zermann, kennen, die in Iglau geboren und in Olmütz aufgewachsen war. Die beiden heirateten 1950. Aus der Ehe gingen zwei Töchter hervor.
1950 trat er in den Bibliotheksdienst der Ludwig-Maximilians-Universität München ein, wo er 15 Jahre lang die Dissertationsabteilung leitete. Damals begannen seine Kontakte zum Sudetendeutschen Archiv in München. Davon zeugen die als maschinenschriftliche Vervielfältigung erschienenen Dissertationen zur Problematik des böhmisch-mährischen Raumes, in den Jahren 1955, 1956 und 1957, die zu einer wertvollen Orientierungshilfe für die Wissenschaft in diesen Jahren wurden, war es doch ein erster Ansatz, die Doktorarbeiten der Nachkriegsgeneration über den Heimatraum systematisch zu erfassen und aufzulisten.
Bereits 1955 hatte Rudolf Hemmerle eine Bibliographie über Peter Dörfler verfasst, der 1958 eine über Franz Kafka folgte. Sein Sammeleifer und sein Wissen haben dann auch in zahlreichen biographischen und bibliographischen Arbeiten und Aufsätzen Niederschlag gefunden, sei es in der Neuen Deutschen Biographie, im Österreichischen Biographischen Lexikon, im Lexikon der Marienkunde und in Kindlers Literaturlexikon. Kaum überschaubar sind seine Beiträge in Zeitschriften und Zeitungen, in Jahrbüchern, Heimatbriefen oder Sammelbänden, wie z. B. über Johannes Urzidil oder Sigmund Freud. Ferner seien seine historischen Beiträge in Sammelwerken über Gregor Mendel (1957), die Deutsche Technische Hochschule in Prag (1959) oder die Benediktiner in den Sudetenländern (1971) erwähnt. Auch die Sudetendeutsche Zeitung wurde durch viele wertvolle Beiträge von Rudolf Hemmerle über Jahrzehnte bereichert.
Als 1955 das Sudetendeutsche Archiv begründet worden war, war Rudolf Hemmerle an diesem von Anfang an nebenher als freier Mitarbeiter tätig. In den Mitteilungen des Sudetendeutschen Archivs war er von der ersten bis zur letzten Folge (30 Jahre lang) Mitarbeiter bzw. auch verantwortlicher Redakteur (ab 1981). Diese Mitteilungen waren eine Dokumentation für die Heimatpresse mit wichtigen Ereignissen, neuem Schriftgut und kulturellen Nachrichten. Er hat dieses Presseorgan, das in jeder Folge an die 70 Biographien herausbrachte und an Bibliotheken und Dokumentationsstellen gesammelt wurde, gestaltet und geprägt. Zusammen mit seiner Frau hatte er seit 1963 die Zeitschrift Prager Nachrichten mit der ständigen Beilage Alma Mater Pragensis, die das Prager utraquistische Kulturleben in der Gegenwart darstellt und bewahrt, und seit 1990 die Zeitschrift Olmützer Blätter herausgegeben.
Ein neuer Abschnitt in Rudolf Hemmerles Leben begann, als ihm 1970 vom Bayerischen Arbeits- und Sozialministerium die Leitung der Bibliothek des Hauses des Deutschen Ostens in München übertragen wurde.

## Werk
Zu seiner Lebensleistung gehören eine Reihe von Monographien. Mit seinem Sudetenland Lexikon in erster Auflage 1984 und weiteren Auflagen, hat er ebenso wie mit seinem Sudetenlandwegweiser (1993 und weiteren Auflagen) dem Sudetendeutschtum und seiner Heimat ein bleibendes Denkmal gesetzt. Die Fortsetzung seiner Bibliographie Heimat im Buch (1. Auflage 1970) erschien 1996 in 2. ergänzter Auflage.
Hemmerles Biographische Skizzen aus Böhmen, Mähren und Schlesien wurden 1989 als Festausgabe zu seinem 70. Geburtstag veröffentlicht. Mit dem Bildband Heimat Nordböhmen (1980) und dem Komotauer Heimatbuch Deiner Heimat Antlitz (1959 mit Sepp Seifert) hat er seiner engeren Heimat ein ansprechendes Erinnerungswerk beschert. Mit seinen zahlreichen Beiträgen in dem rund 250 Stadtgeschichten umfassenden Band Städte im Sudetenland hat er einen wichtigen Anteil zur historischen Städtebeschreibung der sudetendeutschen Heimat geleistet.
Hemmerle war Mitglied in mehreren sudetendeutschen Fachvereinigungen, wie der Künstlergilde Esslingen und dem Adalbert-Stifter-Verein, mit dem ihn ein langjähriges, fruchtbares Zusammenwirken bei zahlreichen Arbeiten verbunden hatte, ferner korrespondierendes Mitglied der Historischen Kommission der Sudetenländer, bei der er der Koordinator für das Forschungsvorhaben über das deutsche Buch in Böhmen gewesen war.
Seine bibliothekarischen Erfahrungen stellte er weiteren Institutionen der Sudetendeutschen zur Verfügung, wie dem Institutum Bohemicum der Ackermann-Gemeinde. Beim Collegium Carolinum, wie bei der Ackermann-Gemeinde half er in den Anfangsjahren beim Aufbau der Bibliothek. Jeder, der einen fachmännischen Rat brauchte, konnte sich an Rudolf Hemmerle wenden und bekam Hilfe in jeder Weise. So stand er trotz seines immensen Arbeitspensums, das er täglich absolvierte, immer allen Ratsuchenden zur Verfügung, sodass sein profundes Wissen auch von anderen Wissenschaftlern und Publizisten gerne in Anspruch genommen wurde.
Gleich nach dem Weltkrieg begann er, ein Quellen-Archiv zur Dokumentation der Deutschen in Böhmen und Mähren anzulegen und setzte dieses mühevolle Unterfangen bis kurz vor seinem Lebensende fort. Rudolf Hemmerle hatte sich gänzlich der Kulturgeschichte und dem kulturellen Leben seiner sudetendeutschen Heimat verschrieben, sein permanentes Streben nach Objektivität und Wahrheitsfindung auf diesem Felde stand in fruchtbarer Verbindung zu seiner Liebe zur Literatur, zur Belletristik wie zur Sachliteratur, zur klassischen Musik, zur Theologie und Philosophie und vielen anderen Wissensgebieten. Durch seine Tatkraft und seinen Weitblick hat er in seiner immer stillen und bescheidenen Art Beachtliches für die Sudetendeutschen geleistet. Das enorme Arbeitspensum war nur durch tatkräftige Unterstützung durch seine Frau und seine Familie und durch Verzicht auf Annehmlichkeiten zu bewältigen.

## Anerkennungen
- 1985 Dr.-Egon-Schwarz-Preis für Publizistik
- 1985 Adalbert-Stifter-Medaille der Sudetendeutschen Landsmannschaft
- 1994 Dr.-Richard-Zimprich-Medaille des Heimatverbandes Olmütz und Mittelmähren
- 1998 August-Sauer-Plakette der Arbeitsgemeinschaft für kulturelle Heimatsammlungen bei dem Sudetendeutschen Archiv e. V.

## Publikationen (Auswahl)
- Rudolf Hemmerle (bis 1995), Edgar Pscheidt: Mitteilungen des Sudetendeutschen Archivs Hrsg.: Sudetendeutsches Archiv, München (bis 1996)

## Werke (Auswahl)
- Rudolf Hemmerle: Franz Kafka. Eine Bibliographie. München : Lerche 1958, 138 S.
- Rudolf Hemmerle: Sudetenland Lexikon Band 4, Seite 285. Adam Kraft Verlag, 1985. ISBN 3-8083-1163-0
- Rudolf Hemmerle: Biographische Skizzen aus Böhmen, Mähren, Schlesien. Festschrift zum 70. Geburtstag d. Autors, Hrsg.: Sudetendt. Archiv, Benediktbeuern : Riess 1989
- Rudolf Hemmerle: Sudetenland: Wegweiser durch ein unvergessenes Land, Bechtermünz Verl., Augsburg 1996, S. 199 ISBN 3-86047-183-X
- Rudolf Hemmerle: Heimat im Buch – sudetendeutsche Heimatbücher, Ortsmonographien, Karten, Heimatzeitungen, Heimatzeitschriften, Jahrbücher und Kalender nach 1945 2. Aufl. München 1996